# Бронюс Вишняускас
Бронюс Вишняускас (лит. Bronius Vyšniauskas; нар. 1 травня 1923, Гелнай, Кедайняйський район — пом. 27 червня 2015, Вільнюс) — литовський скульптор; заслужений діяч мистецтва (1963), професор (1978).

## Життєпис
У 1947 закінчив Каунаський інститут прикладного та декоративного мистецтва. З 1947 брав участь у виставках. З 1948 викладав у Вільнюському художньому інституті (з 1951 Державний художній інститут Литви), професор (1978).

## Творчість
Автор скульптурних портретів (Казім'єраса Буґи і інших), камерних скульптур («Хвилина відпочинку», 1957; «Мати з дитиною», 1965), пам'ятника на могилі письменника Йонаса Білюнаса під Анікщяй, надгробків, рельєфів.

### Найбільш значні витвори
- скульптурна група «Промисловість і будівництво» на мосту І. Черняховського (спільно з Н. Пятрулісом; 1952 Зелений міст, Вільнюс);
- пам'ятник О. С. Пушкіну (1955, Вільнюс, тепер в парку Маркучяй, поруч з Літературним музеєм О. С. Пушкіна;
- декоративні скульптури «Ратнічеле» і «Материнство» (1959, Друскінінкай);
- пам'ятник «Четверо комуністів» (спільно з Н. Пятрулісом; 1973 Каунас; нині в парку Грутас)